# Drachenburg
Hrad Drachenburg (též Drakov) stával na skále u samoty Drakov nedaleko obce Heřmanovice.

## Historie
O historii hradu se nám nedochovaly žádné písemné zprávy a ani archeologické nálezy nejsou moc bohaté. Pravděpodobně vznikl v první polovině 14. století a mělo se jednat o doplněk nedalekého Quinburku. V 15. století vyhořel a poté již nebyl obnoven. Jeho funkcí bylo chránit vstup na Moravu ze severu – tvořil část řetězce hradů, které tento vstup střežily – a také strategicky významnou cestu údolím Černé Opavy. Do současnosti se z hradu nic nedochovalo a dokonce jej často opomíjí i odborná literatura.

## Popis
Hrad byl vystavěn na protáhlém skalisku o rozměrech 23 × 9 metrů. Přístup byl možný po šíji ze severu. Kromě skály chránil hrad také příkop široký 10–12 metrů s valem. Většina hradu byla pravděpodobně dřevěná, ale k výstavbě se použil i kámen, o čemž svědčí drobné zbytky zdiva na severní a jižní straně skály. Bližší podobu hradu by mohl přinést případný archeologický průzkum. Mezi skálou a řekou jsou patrné zbytky zaniklé středověké komunikace.

## Dostupnost
Místem, kde hrad stával, prochází červená turistická značka od Rejvízu podél Černé Opavy směrem Mnichov, místní část Vrbna pod Pradědem. Její průběh kopíruje také trasa NS Údolím lapků z Drakova.